# Madame Monsieur
Madame Monsieur er et fransk band, der består af forsangeren, vokalisten Émilie Satt og produceren Jean-Karl Lucas. De repræsenterede Frankrig i Eurovision Song Contest 2018 med sangen "Mercy". De opnåede en 13. plads i finalen.
Émilie og Jean-Karl mødtes for første gang i 2008, hvor de senere dannede duoen i 2013. I 2015 udgav de sangen "Smile" for den franske rapper, Youssoupha, og senere deltog de i Taratata. De udgav deres debutalbum Tandem den 4. november 2016.
Den 1. januar 2018 blev det offentliggjort, at de var én af deltagerne i Destination Eurovision, den franske udvælgelse for det nært forestående Eurovision Song Contest 2018 med sangen Mercy. Duoen kvalificerede sig til finalen fra den anden semifinale den 20. januar. I finalen den 27. januar kom de på en 3. plads hos de internationale juryer. De franske seeres stemmer vendte dog op og ned på hele finalefeltet, da de havde duoen som favorit. Kombineret var seernes point nok til at sikre Madame Monsieur sejren og billetten til finalen i Eurovision Song Contest 2018, der blev afholdt i Lissabon.